# La Loma (Santa Catalina de Mossa)
La Loma es un caserío peruano ubicado en el distrito de Santa Catalina de Mossa, perteneciente a la provincia de Morropón del departamento de Piura, al norte del Perú. 

## Ubicación
La Loma se ubica al norte de la provincia de Morropón, en el distrito de Santa Catalina de Mossa, en el departamento de Piura.

## Demografía
En 2017 La Loma tenía una población de 60 habitantes.
| Gráfica de evolución demográfica de La Loma entre 1993 y 2017 |
|                                                               |
| Fuentes: Población 1993 y 2017                                |